# میزبان محلی
در شبکه‌های رایانه‌ای، میزبان محلی نام میزبانی است که از رایانه کنونی برای دسترسی به آن استفاده می‌شود. از آن برای دسترسی به سرویس‌های شبکه‌ای که از طریق رابط شبکه حلقه برگشت در میزبان در حال اجرا هستند، استفاده می‌شود. استفاده از رابط حلقه برگشت هر سخت‌افزار، رابط شبکه محلی را دور می‌زند.